# Ostašov (Staňkovice)
Ostašov (německy Ostaschow) je malá vesnice, část obce Staňkovice v okrese Kutná Hora. Nachází se jeden kilometr jihovýchodně od Staňkovic. Ostašov leží v katastrálním území Staňkovice u Uhlířských Janovic o výměře 8,37 km².

## Historie
První písemná zmínka o vesnici pochází z roku 1524.

## Další fotografie

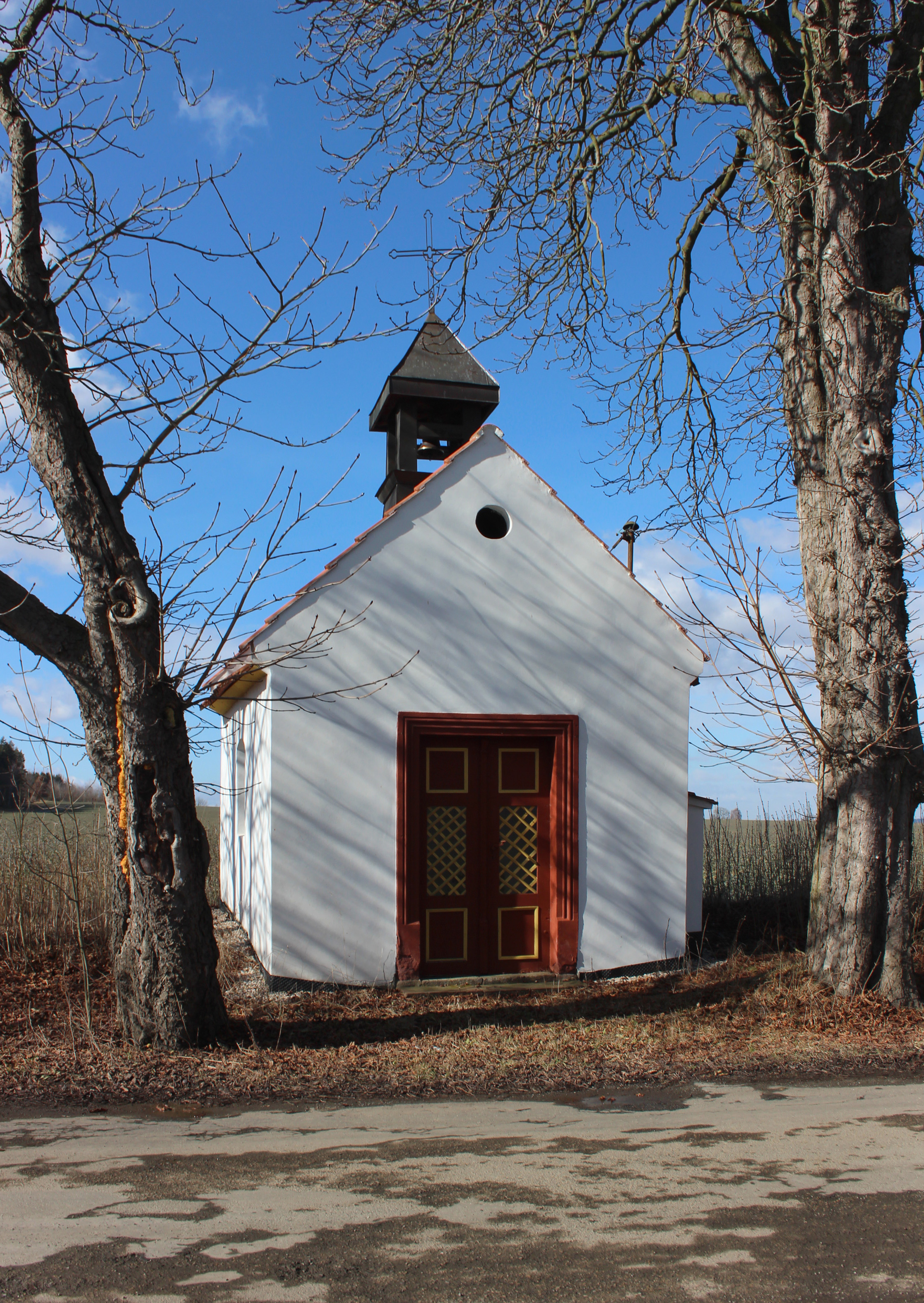
Opravená kaple
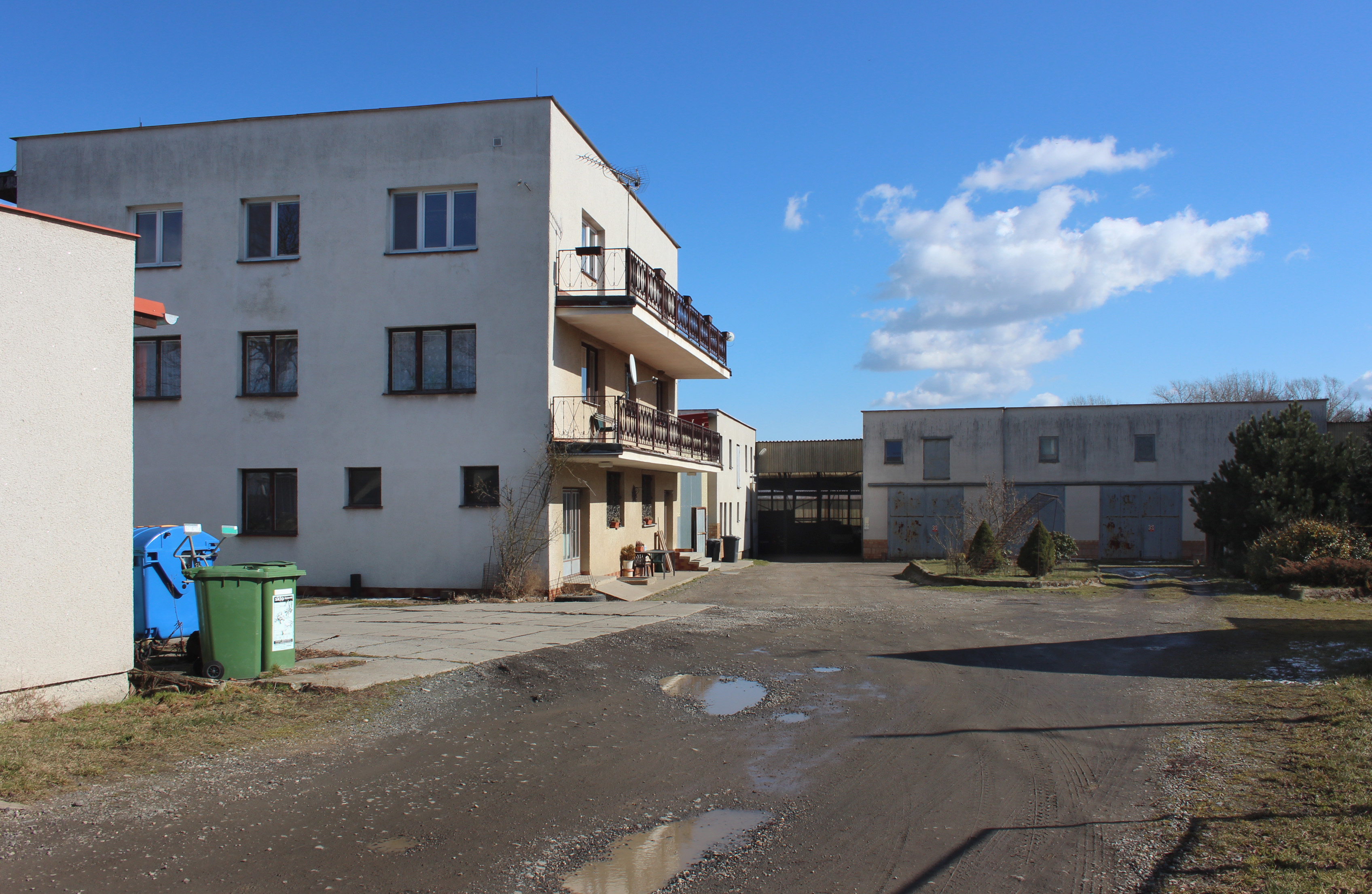
Továrna (sklady)
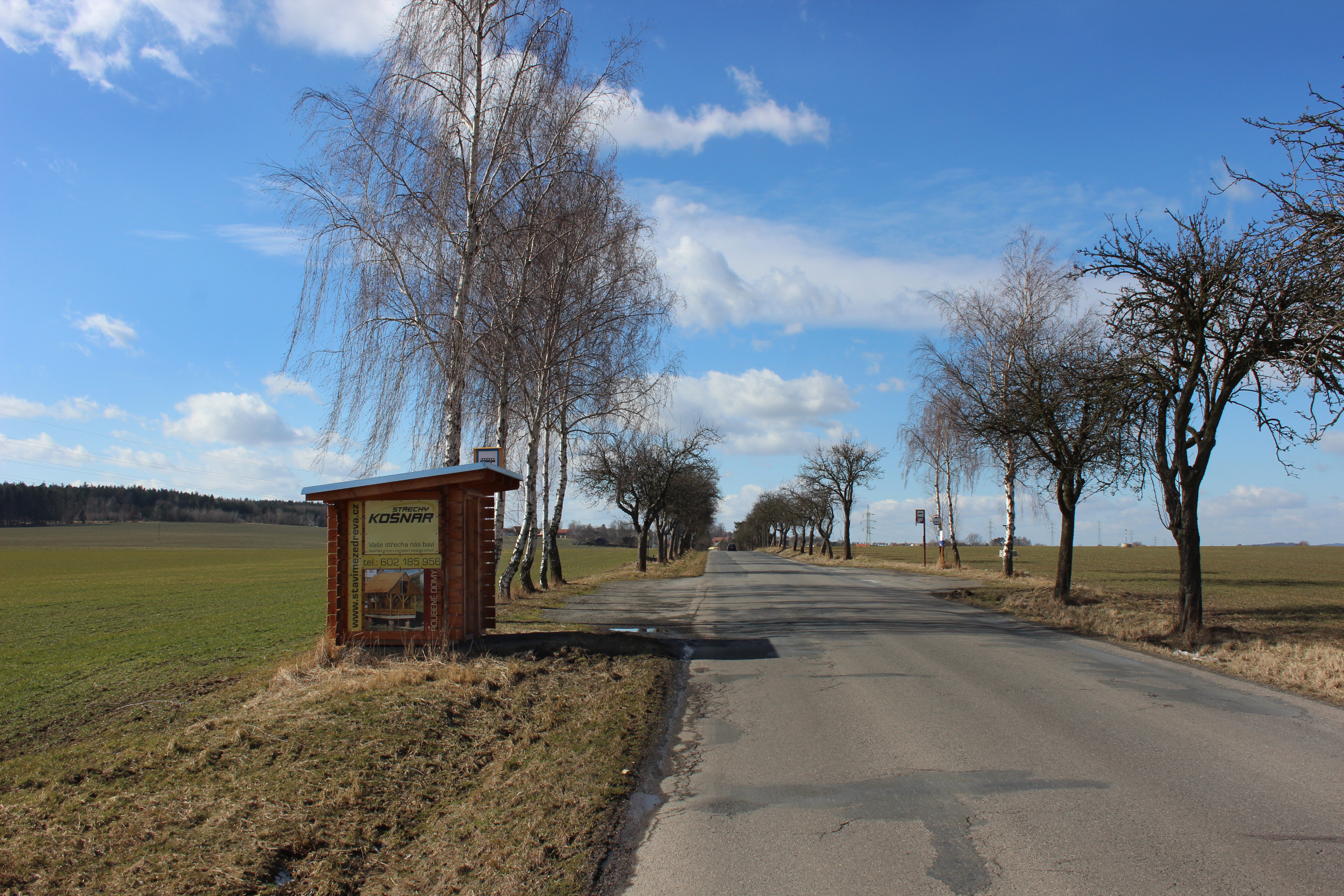
Zastávka u hlavní silnice